# 727
727 (727) var ett normalår som började en onsdag i den julianska kalendern.

## Händelser

### Okänt datum
- Påve Gregorius II utlyser bildstorm, d.v.s. ikonoklasm, vilket leder till att det bysantinska Italien bryter sig loss från det Bysantinska riket.

## Födda
- Yang Yan, minister under kejsar Dezong

## Avlidna
- Yi Xing, kinesisk astronom, mekanisk ingenjör och buddhistmunk (född 683)